# Chile na Zimowych Igrzyskach Olimpijskich 1964
Chile na Zimowych Igrzyskach Olimpijskich 1964 reprezentowało pięcioro  zawodników - tylko mężczyzn. Wszyscy wystartowali w narciarstwie alpejskim.
Był to piąty start reprezentacji Chile na zimowych igrzyskach olimpijskich.

## Narciarstwo alpejskie
Mężczyźni
- Hernán Boher
  - zjazd - 58. miejsce
  - gigant slalom - 44. miejsce
  - slalom - 33. miejsce

- Juan Holz
  - zjazd - 77. miejsce
  - gigant slalom - nie ukończył
  - slalom - 38. miejsce

- Claudio Wernli
  - zjazd - nie ukończył
  - gigant slalom - 54. miejsce

- Francisco Cortes
  - gigant slalom - 66. miejsce
  - slalom - nie ukończył

- Vicente Vera
  - slalom - 38. miejsce